# آرتور فرای (بازیکن فوتبال)
آرتور فرای (انگلیسی: Arthur Fry; April–June 1861 – ۱۳ مارس ۱۹۳۷) بازیکن فوتبال اهل بریتانیا بود.
از باشگاه‌هایی که در آن بازی کرده‌است می‌توان به باشگاه فوتبال ساوت‌همپتون اشاره کرد.